# La Chute du soleil de fer
 (juin 2022).
La Chute du soleil de fer est un roman de Michel Bussi paru le 1er octobre 2020 chez Pocket Jeunesse.
C'est le premier volume de la tétralogie N.E.O.,. C'est un roman d'aventure futuriste. L'histoire se déroule dans un mystérieux Paris post apocalyptique où les adultes n'existent plus et où les enfants doivent se débrouiller seuls. Le livre aborde certains thèmes comme la survie, l'écologie, l'amitié, l'amour et les inégalités face à la culture. Il existe une adaptation en bande dessinée du tome 1 et du tome 2 par Maxe L'Hermenier et Djet aux éditions Jungle.

## Résumé
Tous les enfants de N.E.O. ont douze ans et vivent dans un Paris recouvert de végétation. En effet, un virus a tué toute la population adulte et les enfants doivent se débrouiller seuls. Et lorsqu'un que pour la première fois, un enfant d'un clan va dans l'autre, tout se chamboule.

### Les deux clans
Tous ces  enfants ont douze ans car ils sont nés la même année, juste avant la mort des derniers adultes. Ils vivent dans deux groupes différents : les enfants du tipi qui sont donc sur la tour Eiffel et les enfants du château qui sont dans le musée du Louvre. Une hostilité se forme entre les deux groupes et vivent complètement en séparé. Les enfants du tipi les "sauvages" et les enfants du château qui ont toute une organisation, des cours, des délégués...etc. 

## Suite
Trois tomes viennent après La chute du soleil de fer :
- N.E.O. tome 2, Les Deux Châteaux[9]: Paris. Pocket jeunesse, coll. « Les Enfants du nouveau monde », 06/2021, 599 p.  (ISBN 978-2-266-31396-4)
- N.E.O. tome 3, L'Empire de la mort[10]. Paris : Pocket jeunesse, coll. « Les Enfants du nouveau monde », 06/2022, 599 p.  (ISBN 978-2266320641)
- N.E.O. tome 4, Les Moulins de Pandore[11]. Paris : Pocket jeunesse, coll. « Les Enfants du nouveau monde », 06/2023, 599 p.  (ISBN 978-2-266-32065-8)

## Adaptation
N.E.O. sera bientôt adaptée en série, 